# Liste des projets du métro de Paris
Cet article recense l'ensemble des projets relatifs au prolongement et à l'extension du réseau de métro de Paris, notamment les lignes en construction ou en projet sous l'égide de la Société du Grand Paris. Ces projets sont classés selon l'indice commercial de la ligne à laquelle ils sont liés, par ordre croissant.

## Prolongement de lignes existantes

### Ligne 1

#### Prolongement vers l'est

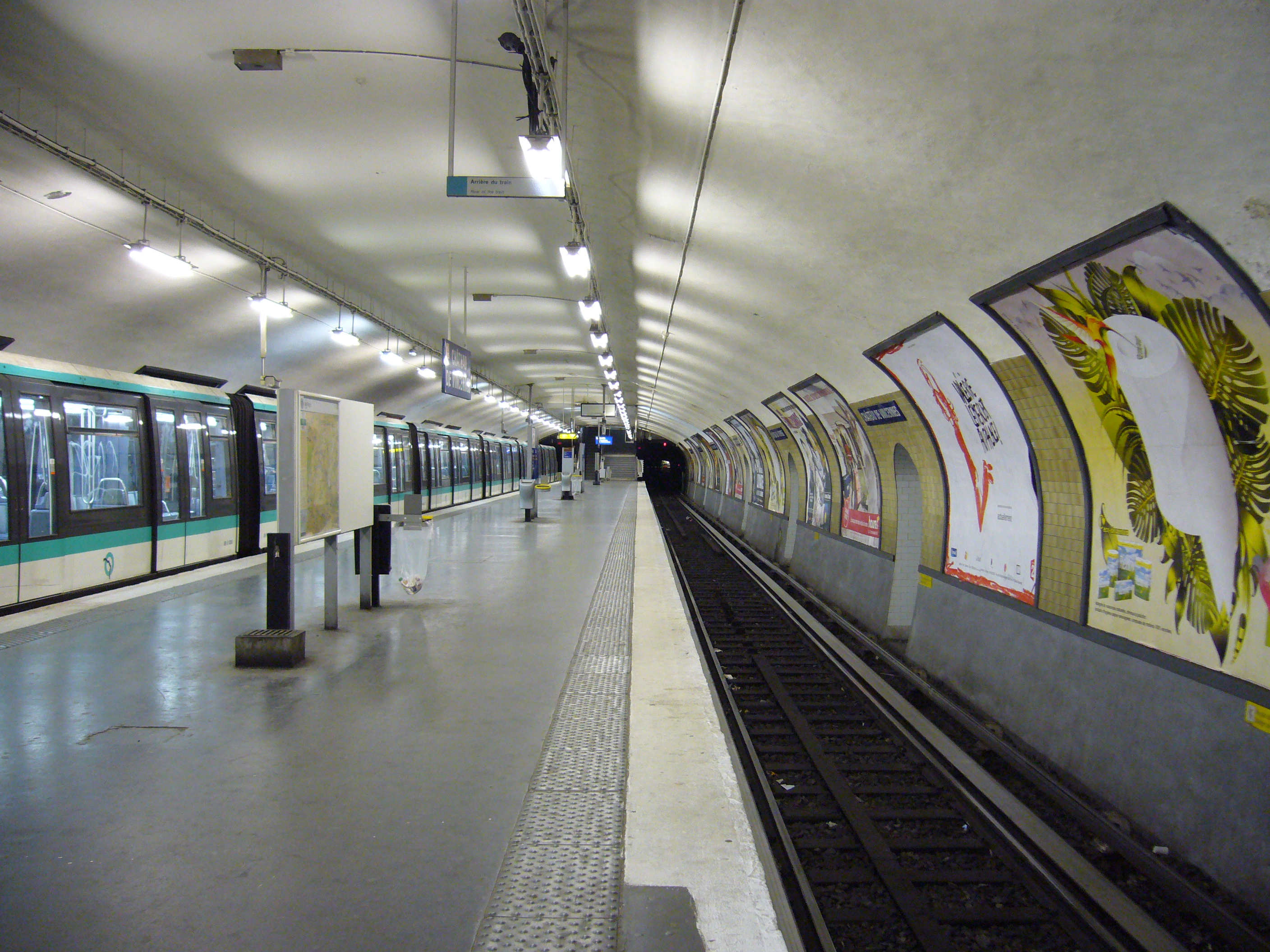
Château de Vincennes, l'actuel terminus oriental de la ligne 1.

Selon le Schéma directeur de la région Île-de-France (SDRIF), la ligne 1 doit être prolongée jusqu'au carrefour des Rigollots à Fontenay-sous-Bois puis la gare du Val de Fontenay, en reprenant en partie un tronçon de voies préexistant (de la station Château de Vincennes à l'atelier de maintenance RATP de Fontenay-sous-Bois) au profit du service voyageurs. Il permettrait ainsi de desservir le quartier éponyme tout en désengorgeant la ligne de bus 118.
En 2006, les maires de Vincennes et de Fontenay décident de financer une étude de faisabilité réalisée par la RATP. Cette étude, rendue publique en 2006 à Vincennes, a conclu à la faisabilité du projet, avec 11 000 entrants par jour et six millions de voyageurs par an sur cette section estimée à 175 millions d'euros. Afin de donner un intérêt régional au projet, un prolongement jusqu'au Val de Fontenay est également inscrit dans le SDRIF.
En décembre 2010, Jean-Vincent Placé, vice-président chargé des transports au conseil régional, donne son accord en vue du lancement d'une étude sur le prolongement de la ligne 1 jusqu'au quartier du Val-de-Fontenay.
La Commission nationale du débat public est saisie du projet en mai 2014. Le 4 juin 2014, elle décide de ne pas organiser de débat public mais de recommander au STIF l'organisation d'une concertation. Celle-ci a lieu du 10 novembre 2014 au 10 janvier 2015, sous l’égide d'une garante nommée par la CNDP, Claude Brévan. Le bilan de la concertation fut approuvé par le conseil du STIF le 8 juillet 2015, en vue d'une mise en service en 2035.
À la suite de cette concertation, le STIF publie un article dans lequel ne figure plus que deux des trois tracés éventuels quant au parcours entre les stations Les Rigollots et Val de Fontenay : les tracés passant par les stations Verdun et Grands Pêchers sont encore à l'étude, celui par la station Rue de la Fontaine étant abandonné. Selon le bilan de la concertation publique, il en ressortirait une nette préférence pour le tracé via la station Grands Pêchers : que la station Les Rigollots soit celle de la variante ouest et que la station Val de Fontenay soit située à l'est de la gare, beaucoup plus proche des pôles de correspondance avec le RER A et le RER E.
|  |   |  | Stations             | Communes desservies            | Correspondances                                     |
|  | - |  | -------------------- | ------------------------------ | --------------------------------------------------- |
|  | • |  | Château de Vincennes | Paris 12e - Vincennes          |                                                     |
|  | • |  | Les Rigollots        | Vincennes - Fontenay-sous-Bois |                                                     |
|  | • |  | Grands Pêchers       | Fontenay-sous-Bois - Montreuil |                                                     |
|  | o |  | Val de Fontenay      | Fontenay-sous-Bois             | existant : envisagé : (horizon 2030) (horizon 2030) |

### Ligne 2

#### Prolongement à l'ouest

##### Prolongement envisagé à Suresnes ou Rueil-Malmaison

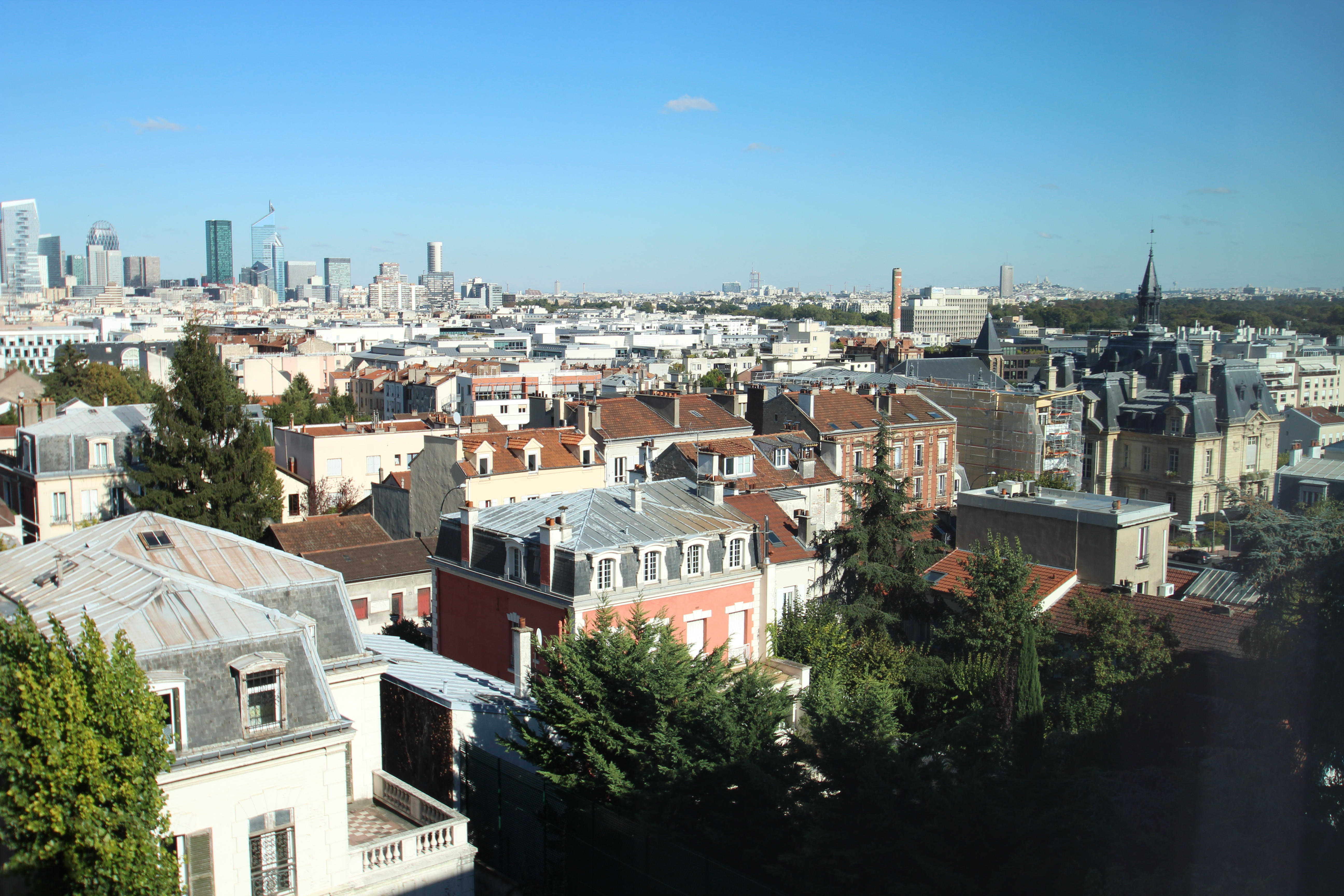
Le centre-ville de Suresnes.

En 2011, la ville de Suresnes demande le prolongement de la ligne 2 depuis Porte Dauphine jusqu'à son centre-ville lors du débat public sur le réseau de transport public du Grand Paris. La proposition de réaliser des études à ce sujet fait partie du projet transports de Valérie Pécresse lors de sa campagne pour les élections régionales de 2015.
Une telle extension nécessiterait un croisement de la ligne C (également souterraine), une traversée de la Seine et du bois de Boulogne qui ne constitue pas un obstacle technique mais socio-économique, traverser un bois pouvant se révéler dissuasif par rapport au coût du kilomètre d'une ligne de métro.
Le prolongement de la ligne jusqu'à la station de la ligne 15 Rueil – Suresnes Mont-Valérien figure en 2024 à l'avant projet de SDRIF-E.

### Ligne 3

#### Prolongement à l'ouest

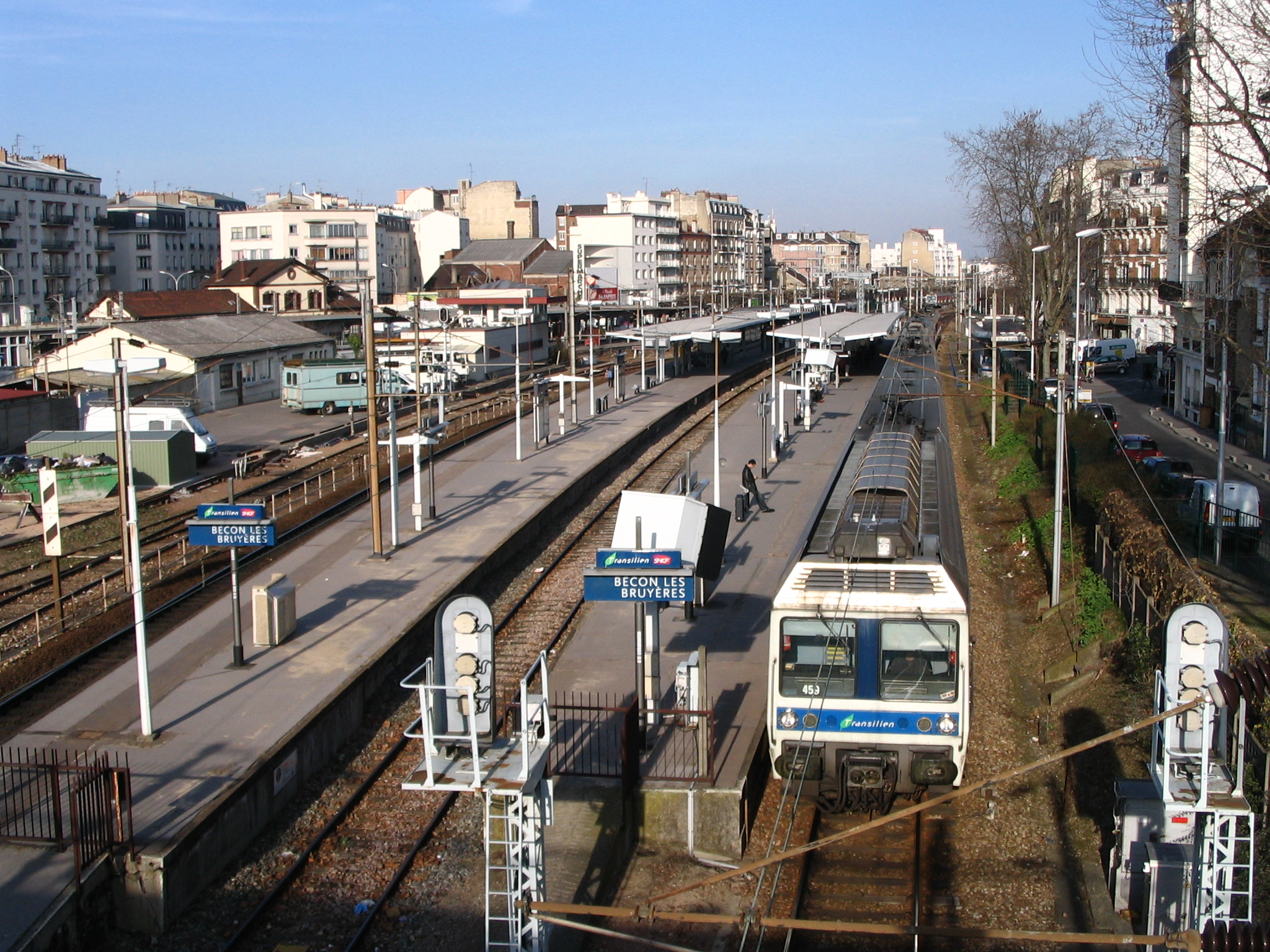
Une extension à la gare de Bécon-les-Bruyères permettrait une correspondance avec la ligne L du réseau Transilien.

En 2012, les députés-maires de Levallois-Perret et de Courbevoie, appuyés par le conseil général des Hauts-de-Seine, demandent le prolongement de la ligne vers la gare de Bécon-les-Bruyères. Celle-ci, desservie par la ligne L du Transilien et par deux lignes de bus, pourrait en effet devenir un pôle multimodal. De plus, la gare devrait aussi devenir une station de la future ligne 15 du métro. Ce prolongement, qui améliorerait la desserte de la Défense depuis Levallois-Perret, est soutenu par la RATP mais la région n'y donne pas suite.
|  |   |  | Station                   | Coordonnées                 | Communes         | Correspondances       |
|  | - |  | ------------------------- | --------------------------- | ---------------- | --------------------- |
|  | • |  | Pont de Levallois - Bécon | 48° 53′ 50″ N, 2° 16′ 51″ E | Levallois-Perret |                       |
|  | ■ |  | Bécon-les-Bruyères        | 48° 54′ 19″ N, 2° 16′ 01″ E | Courbevoie       | existant : envisagé : |

Le 6 juin 2013, lors de la présentation du contrat de développement territorial « Boucle Nord des Hauts-de-Seine », le projet du prolongement de la ligne 3 du métro est envisagé vers la gare de Bécon-les-Bruyères. Il est aussi noté qu'un prolongement ultérieur de cette ligne est souhaité (vers La Garenne-Colombes ou Colombes), sans terminus précis. La proposition de réaliser des études à ce sujet fait partie du projet transports de Valérie Pécresse lors de sa campagne pour les élections régionales de 2015.
Le prolongement de la ligne 3 vers Bécon-les-Bruyères et Les Vallées est inscrit au Schéma directeur de la région Île-de-France (SDRIF) rendu public en avril 2023.

#### Prolongement à l'est

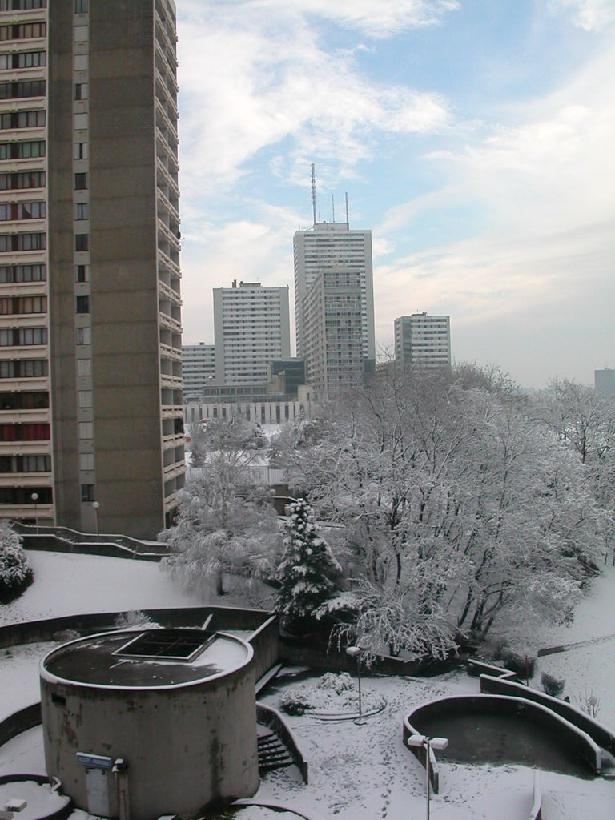
Le quartier de la Noue à Bagnolet, vu en 2004.

Un prolongement au-delà de Gallieni est régulièrement évoqué par la commune de Bagnolet, en lien avec le désenclavement du quartier de la Noue. Dans une étude réalisée en mars 2010 pour le compte de la commune, l'Atelier parisien d'urbanisme (APUR) préconise à long terme le prolongement de la ligne vers Montreuil. Une telle opération semble cependant peu probable, la priorité étant donnée dans ce secteur aux extensions des lignes 1, 9 et 11.
En novembre 2011, le conseil général de la Seine-Saint-Denis commande une étude de faisabilité pour une extension de la ligne 3 jusqu'au quartier de la Noue, l'autre option étudiée étant celle d'un transport urbain par câble. Lors de la présentation du contrat de développement territorial « Est Ensemble, la fabrique du Grand Paris », le 3 juin 2013, il est finalement annoncé que l'extension du métro est écartée au profit de la solution par téléphérique.
Le projet réapparaît en 2023 dans le Schéma directeur de la région Île-de-France (SDRIF) avec un prolongement envisagé jusqu'à Mairie de Montreuil.
D'après le 94.citoyens.com, l'Est Ensemble et la Ville de Bagnolet sont d'accord pour un prolongement jusqu'à Montreuil mais ils veulent que la ligne passent par les quartiers du Plateau et des Malassis de Bagnolet en passant par les stations du tramway Libre Pensée à Romainville ou Route de Romainville à Montreuil en correspondance avec la Ligne 1 du tramway d'Île-de-France et préconisent que le terminus soit à Montreuil - Hôpital au lieu de Mairie de Montreuil.
Liste des stations envisagées via Libre Pensée :
|  |   |  | Station             | Communes    | Correspondances       |
|  | - |  | ------------------- | ----------- | --------------------- |
|  | • |  | Gallieni            | Bagnolet    |                       |
|  | • |  | Malassis-La Noue    | Bagnolet    |                       |
|  | • |  | Hauts de Bagnolet   | Bagnolet    |                       |
|  | • |  | Libre Pensée        | Romainville | en construction :     |
|  | ■ |  | Montreuil - Hôpital | Montreuil   | existant : envisagé : |

Liste des stations envisagées via Route de Romainville :
|  |   |  | Station              | Communes  | Correspondances       |
|  | - |  | -------------------- | --------- | --------------------- |
|  | • |  | Gallieni             | Bagnolet  |                       |
|  | • |  | Malassis-La Noue     | Bagnolet  |                       |
|  | • |  | Hauts de Bagnolet    | Bagnolet  |                       |
|  | • |  | Route de Romainville | Montreuil | en construction :     |
|  | ■ |  | Montreuil - Hôpital  | Montreuil | existant : envisagé : |

### Ligne 4

#### Prolongement au nord
Un prolongement de la ligne jusqu'à Mairie de Saint-Ouen (correspondance avec le prolongement de la ligne 14, puis jusqu'aux docks de Saint-Ouen avait été inscrit à la phase 1 (horizon 2007-2013) du projet de schéma directeur de la région Île-de-France (SDRIF), adopté par délibération du conseil régional d'Île-de-France le 25 septembre 2008, mais n'a pas été rendu exécutoire. Ce projet, qui n'a fait l'objet d'aucune étude détaillée, ni d'aucun plan de financement, n'a pas été inscrit dans le SDRIF adopté par le conseil régional d'Île-de-France le 18 octobre 2013 et approuvé par décret après avis du Conseil d'État le 27 décembre 2013.

#### Prolongement au sud
En mars 2018, avant même l'inauguration du prolongement de la ligne jusqu'à Bagneux, le maire de la commune a émis l'idée de prolonger la ligne 4 au delà, jusqu'à la gare de Robinson. Cette extension qui passerait par Bourg-la-Reine pourrait permettre de remédier à la saturation du RER B dans sa partie sud. Une lettre a été envoyée le 22 mars 2018 à Valérie Pécresse, présidente du conseil régional d'Île-de-France, par les maires de Bagneux et des communes limitrophes, afin d'engager des études.
Il est à présent envisagé un tracé en partie souterrain, en partie en aérien (le long des voies du RER B à partir de la rue du Port Galand) qui relierait l'actuel terminus (station Bagneux - Lucie Aubrac) à la gare RER de Bourg-la-Reine. Ensuite la ligne emprunterait l'actuel tronçon du RER B entre Bourg-la-Reine et Robinson, ce qui exige d'en modifier les aménagements et les stations pour les convertir aux caractéristiques du métro. Cette section du RER B transformée en métro serait prolongée par un tunnel sous l'avenue Roger-Salengro jusqu'à la station « Théâtre La Piscine » du tramway T10 à Châtenay-Malabry. Dans le cadre du Contrat de plan État-Région 2024-2028, des crédits sont programmés pour étudier la faisabilité de ce prolongement.

### Ligne 5

#### Prolongement au sud
Un prolongement de la ligne au sud jusqu'à la place de Rungis avec une station intermédiaire est inscrit à la phase 3 (2021-2027) du projet de schéma directeur de la région Île-de-France (SDRIF), adopté par délibération du Conseil régional le 25 septembre 2008, mais qui n'a pas été rendu exécutoire. Le prolongement vers la place de Rungis a été inscrit dans le SDRIF, adopté par le conseil régional d'Île-de-France le 18 octobre 2013 et approuvé par décret après avis du Conseil d'État le 27 décembre 2013. Sa mise en service est envisagée au-delà de 2030.
Ce prolongement fait face à deux difficultés techniques majeures à hauteur de la Place d'Italie, où la ligne 5 devra franchir la ligne 6 alors que :
- d'une part, les deux lignes sont au même niveau[22] ;
- d'autre part, la voie d'accès de la ligne 6 aux ateliers d'Italie, où sont actuellement remisées et entretenues ses rames, bloque tout prolongement de la ligne 5 à partir de la boucle ferroviaire d'Italie et donc de la station actuelle. Il faudra donc soit créer une nouvelle station Place d'Italie sous la ligne 6 (où se trouve la ligne 7), soit construire un nouvel atelier pour la ligne 6 et réallouer les ateliers d'Italie à la ligne 5, afin de creuser sous le raccordement actuel.

Ces deux difficultés, issues de l'ancienne configuration de la ligne 5 (qui exploitait les tronçons Étoile↔Italie et Italie↔Nord comme une seule ligne), ont toujours empêché un prolongement de cette dernière vers la place de Rungis, puis au-delà vers le Stade Charléty et Gentilly.

#### Prolongement au nord
Par ailleurs, le projet de Tangentielle Nord (Ligne 11 du tramway d'Île-de-France) mis en place par Réseau ferré de France (RFF) prévoit, au cours de la phase 2 (2014-2020) du SDRIF, la création de la gare de Bobigny - la Folie permettant une future correspondance entre cette ligne et la ligne 5 du métro, entre les stations Bobigny - Pablo Picasso et Bobigny - Pantin - Raymond Queneau, au niveau du canal de l'Ourcq. L'emprise de cette station est réservée lors du prolongement de la ligne 5 à Bobigny - Pablo Picasso mais son aménagement, qui dépend de la RATP, n'a pas encore été entériné.
Dans le cadre du projet du Grand Paris imaginé par Christian Blanc, la ligne 5 devrait être prolongée au nord de Bobigny à la mairie de Drancy. Cette proposition est également retenue dans un rapport au successeur de Christian Blanc, Maurice Leroy, publié fin avril 2011. Sa mise en service est envisagée au-delà de 2030 par le SDRIF, adopté par le conseil régional d'Île-de-France le 18 octobre 2013 et approuvé par décret après avis du Conseil d'État le 27 décembre 2013.

### Ligne 7
Un prolongement est inscrit en phase 2 (horizon 2013-2020) du projet de schéma directeur de la région Île-de-France (SDRIF) adopté en 2008, mais jamais rendu exécutoire. Les études prévoient une extension de 3,7 km le long de la RN 2 avec deux nouvelles stations, l'une à la gare du Bourget (RER B), et la station terminus avec sortie directe sur le parvis du musée de l'Air et de l'Espace, le tout pour un coût estimé à 340 M€. Le prolongement de la ligne vers la gare du Bourget, et non plus jusqu'à l'aéroport du Bourget, est inscrit au SDRIF, adopté par le conseil régional d'Île-de-France le 18 octobre 2013 et approuvé par décret après avis du Conseil d'État le 27 décembre 2013. Sa mise en service est envisagée avant 2030. Un tel prolongement permettrait une correspondance avec la ligne 16 et la ligne 17 du Grand Paris Express. Le projet n'a toutefois pas été officiellement lancé par le STIF.
Liste des stations envisagées du prolongement :
|  |   |  | Station                   | Coordonnées                 | Commune      | Correspondances              |
|  | - |  | ------------------------- | --------------------------- | ------------ | ---------------------------- |
|  | • |  | La Courneuve - 8 Mai 1945 | 48° 55′ 15″ N, 2° 24′ 38″ E | La Courneuve | (T) · (1)                    |
|  | • |  | Le Bourget                | 48° 55′ 50″ N, 2° 25′ 20″ E | Le Bourget   | existant : en construction : |
|  | • |  | Mairie de Drancy          | 48° 55′ 23″ N, 2° 26′ 44″ E | Drancy       |                              |

### Ligne 9

#### Prolongement à l'est
La ligne 9 pourrait être prolongée jusqu'au quartier des murs à pêches à Montreuil.
Un projet d'extension de la ligne à l'est, de deux stations, en créant un nouveau terminus à Montreuil - Murs à pêches au lieu de Mairie de Montreuil, est inscrit en phases 2 (horizon 2014 - 2020) du Schéma directeur de la région Île-de-France (SDRIF), adopté par délibération du Conseil régional d'Île-de-France le 25 septembre 2008.
Ce prolongement de la ligne permettrait la mise en interconnexion avec le tramway T1 prolongé de Noisy-le-Sec à Val-de-Fontenay.
À la suite du succès remporté dans le cadre du prolongement de la ligne 11 en 2011, les municipalités de Romainville, Noisy-le-Sec, Les Lilas, Montreuil et Rosny-sous-Bois se sont réunies durant l'année 2012 autour de la ville de Montreuil pour renforcer le projet de prolongement auprès du STIF. Ce prolongement de trois kilomètres desservira environ 30 000 habitants. Compte tenu des autres projets de transport en commun, la date souhaitée pour une mise en service pourrait être repoussée à 2030.
Liste de stations proposées dans la ville de Montreuil :
|  |   |  | Station                   | Communes  | Correspondances           |
|  | - |  | ------------------------- | --------- | ------------------------- |
|  | • |  | Mairie de Montreuil       | Montreuil |                           |
|  | • |  | Sept Chemins              | Montreuil |                           |
|  | • |  | Montreuil - Murs à Pêches | Montreuil | envisagé : (horizon 2025) |

Cependant, lors du vote du Schéma directeur de la région Île-de-France (SDRIF) en octobre 2013, un amendement qui inscrit une option de prolongement jusqu'à Montreuil-Hôpital au lieu de Montreuil - Murs à Pêches dans le SDRIF est adopté. L'objectif est de relier le bas et le haut Montreuil, de favoriser les interconnexions avec la future ligne 11 et le tramway T1, et de développer l'offre de transport dans le quartier des Trois communes conformément au dossier du contrat de développement du territoire « Est ensemble, la fabrique du Grand Paris ».
Liste des stations proposées :
|  |   |  | Station             | Communes                | Correspondances           |
|  | - |  | ------------------- | ----------------------- | ------------------------- |
|  | • |  | Mairie de Montreuil | Montreuil               |                           |
|  | • |  | Aristide Briand     | Montreuil               | envisagé : (horizon 2025) |
|  | • |  | Montreuil - Hôpital | Montreuil, Noisy-le-Sec | (M) · (11)                |

#### Prolongement à l'ouest
Début 2008, Pierre-Christophe Baguet, alors candidat à la mairie de Boulogne-Billancourt, ainsi que Dominique Bussereau, secrétaire d'État aux Transports, manifestent leur intérêt pour une extension à l'ouest en prolongeant la ligne à partir de l'actuel terminus Pont de Sèvres par un tracé en boucle desservant deux nouvelles stations : l'île Seguin et les ponts de Billancourt. Cette boucle se raccorderait à la station Porte de Saint-Cloud. Ce prolongement permettrait une meilleure desserte des ex-terrains de Renault. Cependant, ce projet n'a jamais été proposé ni même étudié par le Syndicat des transports d'Île-de-France, seul compétent en la matière. De fait, il est rejeté par Jean-Paul Huchon, président du conseil régional d'Île-de-France. Des élus d'opposition réclament depuis la réalisation effective du tramway Meudon - Boulogne - Saint-Cloud à court terme, au lieu du prolongement du métro évoqué, jugé coûteux et complexe à mener.
La ville de Sèvres manifeste son intérêt à un prolongement de cette ligne jusqu'à la station Musée de Sèvres de la ligne T2 du tramway et permettre une correspondance sans rupture de charge. La municipalité propose également de changer l'itinéraire de la future ligne 15 du Grand Paris Express en passant par Musée de Sèvres afin d'optimiser les correspondances et d'améliorer la desserte de Sèvres. Cette proposition n'a cependant été ni étudiée, ni financée.

### Ligne 10

#### Prolongement à l'est
En 2007, le Conseil de Paris a pris une délibération en vue d'acter l'importance du prolongement de la ligne 10. De 2008 à 2011, la SEMAPA, aménageur de l'opération Paris-Rive-Gauche et la Sadev 94, ont confié au bureau d'étude Xelis la réalisation d'une étude de pré-faisabilité du prolongement de la ligne 10 de la Gare d'Austerlitz jusqu'à Ivry-Gambetta. Cette étude a permis l'identification d'un tracé dit "historique" ainsi que la prise de mesures conservatoires pour une future station, Masséna-Bruneseau,.
Finalement, le schéma directeur de la région Île-de-France approuvé en 2013 prévoit un prolongement de la ligne 10 à l'est en deux phases : à Ivry-Gambetta d'ici 2030 et à Vitry-sur-Seine aux Ardoines postérieurement. Dans la foulée, le conseil régional vote le financement d'études de faisabilité en vue du prolongement jusqu'à Ivry-sur-Seine le 20 novembre 2013. Le 11 décembre 2013, le conseil du STIF approuve la convention de financement des études en vue de la réalisation d'un dossier d'émergence du prolongement de la ligne 10 du métro de Gare d’Austerlitz à Ivry-sur-Seine, pour un montant de 300 000 €, avec pour objectif d’étudier l’opportunité du prolongement de la ligne 10 du métro en lien avec les projets urbains et de transport programmés et de proposer une première approche de scénarios de tracés en tenant compte de ces projets et des études déjà réalisées.
Le 11 février 2016, les villes d'Ivry-sur-Seine et de Paris, le territoire Grand Orly-Val-de-Bièvre Seine-Amont et le conseil départemental du Val-de-Marne ont créé l'Association pour promouvoir le prolongement de la ligne 10 du métro,. L'association porte le projet d'un prolongement de Paris à Vitry-sur Seine, avec une première phase dès 2027 jusqu'à Ivry-Gambetta. Quatre stations intermédiaires sont proposées : Chevaleret, Bibliothèque François-Mitterrand et Bruneseau dans le 13e arrondissement de Paris, Ivry-Nelson-Mandela à Ivry-sur-Seine.

##### Phase 1 (avant 2030): de Gare d'Austerlitz à Ivry-Gambetta

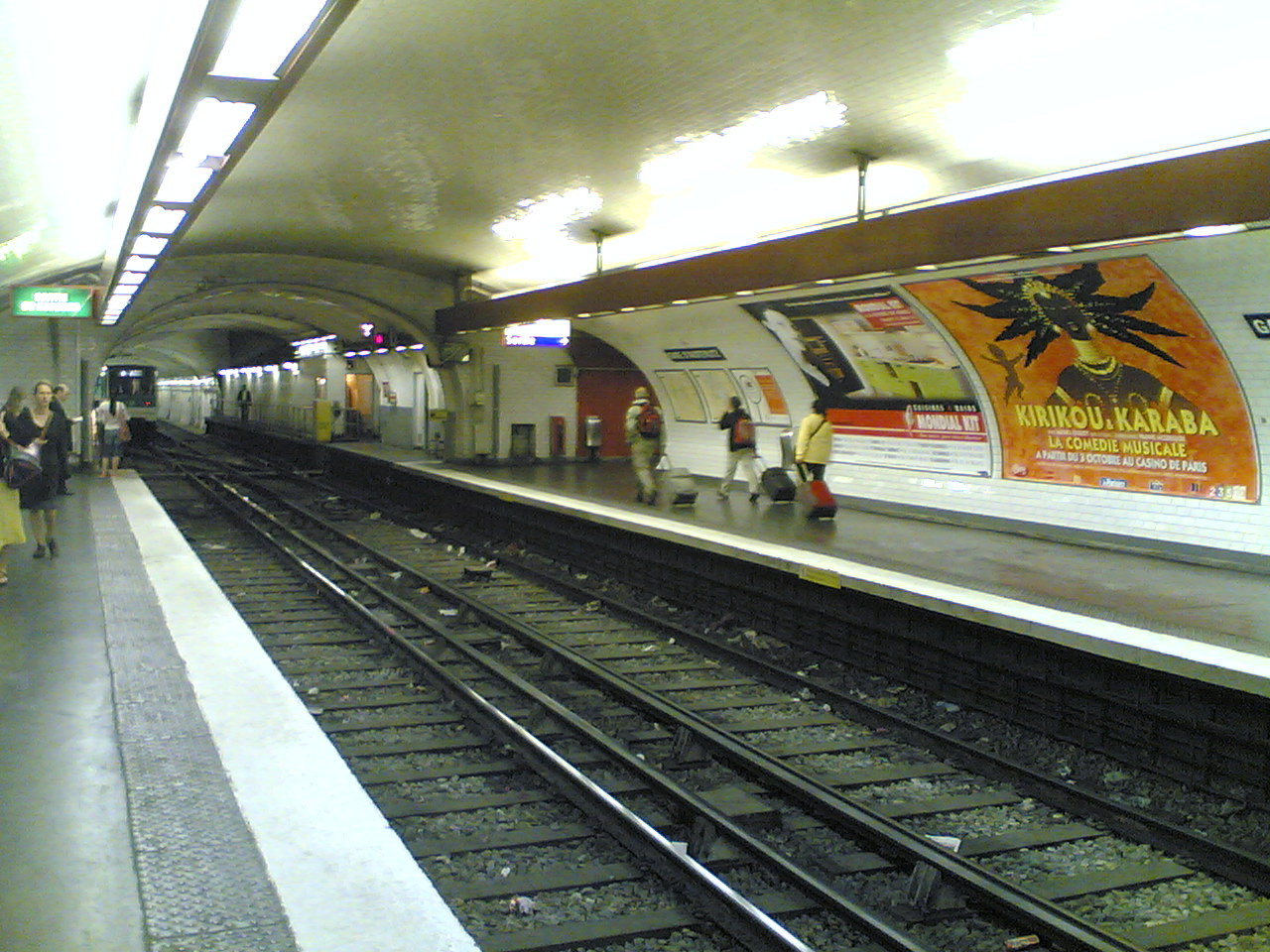
La station Gare d'Austerlitz, avec au fond l'arrière-gare du terminus.

Le tracé, défini par l'étude Xelis de 2008-2011, prévoit un prolongement de 4 km environ de Paris-Gare d'Austerlitz à Ivry-sur-Seine-place Gambetta et offrant des correspondances avec les lignes 6 et 14 du métro, le RER C et le tramway T3a, en plus du futur bus en site propre Tzen 5 et des autres bus. Les stations envisagées sont les suivantes:
|  |   |  | Stations                         | Communes desservies | Correspondances                       |
|  | - |  | -------------------------------- | ------------------- | ------------------------------------- |
|  | o |  | Gare d'Austerlitz                | 5e, 13e             | TER Centre-Val de LoireGrandes lignes |
|  | o |  | Chevaleret                       | 13e                 | (M) · (6)                             |
|  | o |  | Bibliothèque François-Mitterrand | 13e                 | existant : envisagé : Tzen 5          |
|  | o |  | Bruneseau - Masséna              | 13e                 | existant : envisagé : Tzen 5          |
|  | • |  | Ivry-Nelson Mandela              | Ivry-sur-Seine      |                                       |
|  | • |  | Ivry - Gambetta                  | Ivry-sur-Seine      | envisagé : Tzen 5                     |

##### Phase 2 (après 2030): d'Ivry-Gambetta à la gare des Ardoines (Vitry-sur-Seine)
Une étude de 2010 envisageait un prolongement ultérieur à la mairie de Vitry-sur-Seine et passant par la gare de Vitry-sur-Seine. En tout, ce prolongement à la mairie de Vitry prévoyait quatre stations.
Mais le principe finalement retenu est celui d'un prolongement de 4 km environ de Ivry-place Gambetta à la gare des Ardoines afin de desservir les zones des Ardoines depuis Paris (afin de désengorger le RER C) et de réaliser une connexion avec la future ligne 15 du métro, la future ligne 5 du T Zen et la ligne C du RER en gare des Ardoines. Au vu de la longueur envisagée de ce second prolongement, des stations intermédiaires seraient très probablement créées.

#### Prolongement à l'ouest
En 2006, une liste des projets de transports en commun dans le centre de la région Île-de-France, établie par l'Atelier parisien d'urbanisme, comprend notamment, le projet de prolonger la ligne 10 dans une première phase de Boulogne - Pont de Saint-Cloud à la gare de Saint-Cloud, via une station intermédiaire à Parc de Saint-Cloud, soit environ un kilomètre au total. La ligne 10 serait ainsi en correspondance avec le tramway de la ligne T2 à Parc de Saint-Cloud d'une part, et d'autre part avec le Métro 15 et réseau Transilien de Paris-St-Lazare à la gare de Saint-Cloud.
Le prolongement vers l'ouest, bien que non-inscrit au SDRIF adopté en 2008, reste envisagé du fait de la réalisation de la branche ouest du métro automatique circulaire Grand Paris Express, la future ligne 15. Le 16 décembre 2010, le conseil municipal de Saint-Cloud demanda que la question du prolongement de la ligne 10 vers Saint-Cloud soit étudiée dans le cadre du débat sur le Grand Paris.
|  |   |  | Stations                                      | Communes desservies  | Correspondances       |
|  | - |  | --------------------------------------------- | -------------------- | --------------------- |
|  | o |  | Boulogne - Pont de Saint-Cloud Rhin et Danube | Boulogne-Billancourt | (à distance)          |
|  | o |  | Parc de Saint-Cloud                           | Saint-Cloud          | (T) · (2)             |
|  | o |  | Gare de Saint-Cloud                           | Saint-Cloud          | existant : envisagé : |

### Ligne 11

#### Prolongement de Rosny-Bois-Perrier à Noisy - Champs

Plan du réseau Grand Paris Express après la refonte de mars 2013.

À l'horizon 2025, la ligne 11 doit être prolongée de Rosny-Bois-Perrier à Noisy - Champs, où elle sera en correspondance avec le RER A, ainsi qu'avec les futures lignes 15 et 16 du métro.
Ce projet, contrairement au prolongement jusqu'à Rosny en 2024, porté uniquement par les riverains, s'inscrit dans le cadre du Grand Paris Express. C'est en janvier 2013 que Cécile Duflot, ministre chargé du dossier du Grand Paris, évoque pour la première fois la possibilité d'une reprise de l'une des deux branches de la ligne orange par un prolongement de la ligne 11, soit vers Noisy - Champs, soit vers Champigny. Cette solution présente en effet plusieurs avantages : éviter une difficile exploitation en branche de la ligne 15 d'une part et réduire les coûts de construction de la branche reprise d'autre part ; Le matériel de la ligne 11 (cinq voitures depuis 2019) est plus court que celui prévu pour la ligne 15 (120 mètres de long), d'où des quais plus courts.
Le prolongement de la ligne 11 jusqu'à Noisy - Champs est confirmé le 6 mars 2013 par Jean-Marc Ayrault. Trois stations intermédiaires seront construites : Villemomble, Neuilly - Les Fauvettes et Neuilly - Hôpitaux. L'objectif d'ouverture de cette section était fixé à 2025 mais, en novembre 2017, aucun financement n'étant prévu pour cette extension, cet horizon est repoussé, sine die.
Liste des stations projetées et des communes desservies :
|  |   |  | Station               | Coordonnées                 | Communes                        | Correspondances              |
|  | - |  | --------------------- | --------------------------- | ------------------------------- | ---------------------------- |
|  | • |  | Rosny-Bois-Perrier    | 48° 52′ 57″ N, 2° 28′ 51″ E | Rosny-sous-Bois                 | existant : envisagé :        |
|  | • |  | Villemomble           | 48° 53′ 02″ N, 2° 30′ 38″ E | Villemomble                     |                              |
|  | • |  | Neuilly-Les Fauvettes | 48° 52′ 09″ N, 2° 32′ 01″ E | Neuilly-sur-Marne               |                              |
|  | • |  | Neuilly-Hôpitaux      | 48° 51′ 45″ N, 2° 32′ 43″ E | Neuilly-sur-Marne               | envisagé :                   |
|  | ■ |  | Noisy - Champs        | 48° 50′ 34″ N, 2° 34′ 48″ E | Noisy-le-Grand Champs-sur-Marne | existant : en construction : |

#### Projet d'automatisation de la ligne
Initialement envisagée dans le cadre du prolongement de la ligne de Mairie des Lilas à Rosny-Bois-Perrier, l'automatisation avait été jugée intéressante puisqu'elle apporte une souplesse d'exploitation plus importante. Mais cette automatisation aurait entraîné des travaux importants et l'ajout d'une phase transitoire plus longue et plus complexe au projet. Était en cause, notamment, la pose des portes palières jugée indispensables à l’automatisation et qui n'auraient pu être déployées qu’après l'équipement complet de la ligne en matériel de nouvelle génération, en raison de la position différente des portes des trains entre les anciens matériels (MP 59 à quatre portes par face) et les nouveaux matériels (MP 89, MP 05 et MP 14 à trois larges portes par face). Une phase transitoire avec du personnel à bord des trains automatiques serait donc nécessaire, à l'instar de ce qui existe sur le Docklands Light Railway à Londres, et la pose des portes palières ne pourrait débuter qu'une fois l'ensemble des trains MP 59 remplacés par des trains MP 14 de nouvelle génération. Il faudrait alors un an supplémentaire, après la mise en service commerciale du prolongement, pour effectuer la pose de l'ensemble des portes palières permettant de basculer en mode 100 % automatique. Concluant à l'absence de besoin avéré d’une fréquence de 85 secondes au vu des chiffres de fréquentation attendue et en raison d'un coût investissement important (supérieur à 100 millions d'euros), le dossier d'enquête publique conclut au maintien d'un matériel à conduite manuelle à l'horizon de la mise en service du prolongement, une automatisation ultérieure restant possible à l'instar des lignes 1 et 4 du réseau.
Les nouvelles propositions effectuées par le gouvernement Ayrault sur le métro du Grand Paris, en mars 2013, ont remis en question l'existence du tronçon de Rosny–Bois-Perrier à Noisy - Champs de la ligne orange du Grand Paris Express. Dans le nouveau projet présenté par le Premier ministre, la desserte de ce tronçon est désormais assurée par le prolongement de la ligne 11, en continuité avec le prolongement déjà prévu jusqu'à Rosny-Bois-Perrier. La ligne 11 étant automatisable dans le cadre du renouvellement du matériel roulant de la ligne, le gouvernement a souhaité que cette ligne devienne automatique afin de s'intégrer dans le réseau des lignes automatiques qui seront construites dans le cadre du projet du Grand Paris,.

### Ligne 12

#### Prolongement au nord
Le précédent Schéma directeur de la région Île-de-France évoquait un ultime prolongement au nord de la ligne, de Mairie d'Aubervilliers à la station La Courneuve - Six Routes, desservie par la ligne de tramway T1 et, à terme, par les lignes 16 et 17 du Grand Paris Express. Il aurait desservi la gare de La Courneuve - Aubervilliers, sur la ligne B du RER à La Courneuve. Envisagé jusqu'alors, ce projet ne figure pas dans la nouvelle version du SDRIF adoptée le 25 octobre 2012.

#### Prolongement au sud

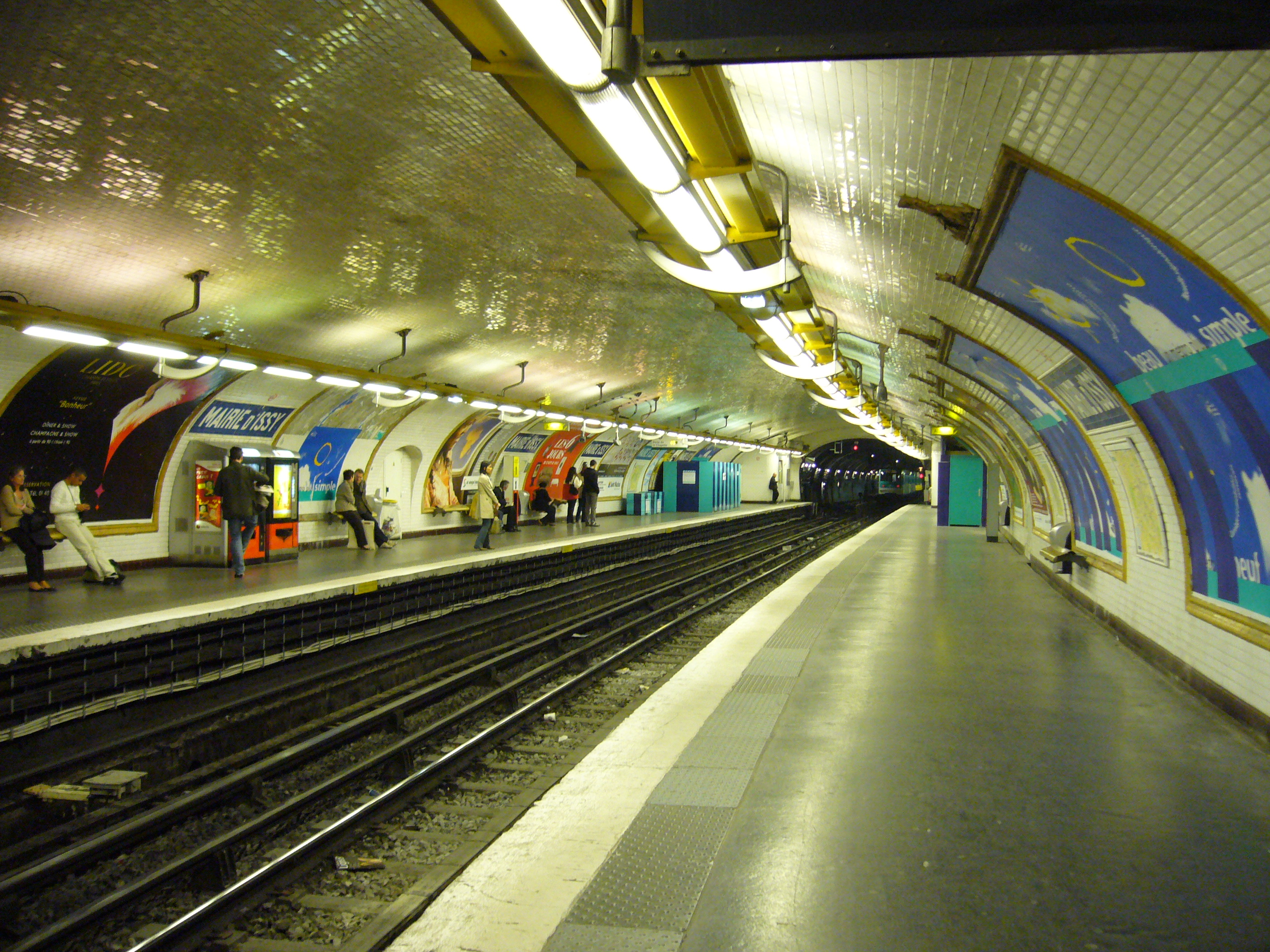
La station terminus Mairie d'Issy. On aperçoit au fond les voies en tiroir.

Un prolongement au sud, sur le territoire d'Issy-les-Moulineaux est à nouveau en projet. Évoqué depuis la dernière extension, à Mairie d'Issy, en 1934, il devrait prolonger la ligne au moins vers la gare d'Issy et au mieux vers Les Moulineaux, permettant ainsi une correspondance avec le Tramway T2, créant ainsi la station Issy-Ville.
Ce projet, évoqué par la ville d'Issy-les-Moulineaux et la RATP, reste très lointain et aucune date n'est avancée. Toutefois la région a inclus ce projet dans le Schéma directeur de la région Île-de-France (SDRIF), adopté par délibération du Conseil régional d'Île-de-France le 25 septembre 2008, en phases 2 ou 3, soit à partir de 2014 ou 2020.
Cette idée a été reprise par le projet de ligne 15 du Grand Paris Express qui envisage une gare en correspondance avec la ligne 12 et le Tramway Antony - Clamart. Le projet figure désormais dans la nouvelle version du SDRIF adoptée le 25 octobre 2012, avec une réalisation envisagée avant 2030.
Le 13 novembre 2013, le contrat de développement territorial « Grand Paris Seine Ouest » est validé. Le projet du prolongement de la ligne 12 du métro est envisagé jusqu'à la gare d'Issy. La ligne 12 serait prolongée dans un premier temps de 1 100 mètres puis de 900 mètres.
Le 10 octobre 2019, la ville d'Issy-les-Moulineaux relance l'étude sur la pertinence et la rentabilité du prolongement jusqu'au carrefour de la Ferme, étude confiée à la société publique locale « Seine Ouest Aménagement »,.
|  |   |  | Station               | Coordonnées                 | Commune                     | Correspondances              |
|  | - |  | --------------------- | --------------------------- | --------------------------- | ---------------------------- |
|  | • |  | Mairie d'Issy         | 48° 49′ 27″ N, 2° 16′ 24″ E | Issy-les-Moulineaux         |                              |
|  | • |  | Issy RER              | 48° 49′ 16″ N, 2° 15′ 36″ E | Issy-les-Moulineaux         | existant : en construction : |
|  | ■ |  | Carrefour de la Ferme | 48° 49′ 04″ N, 2° 14′ 56″ E | Issy-les-Moulineaux, Meudon |                              |

### Ligne 13

#### Prolongement au nord de la branche Asnières
À la suite du prolongement de 1,880 kilomètre jusqu'à la station Les Courtilles, le 14 juin 2008, il a été envisagé d'ouvrir une troisième station, Port de Gennevilliers en seconde phase, afin de desservir cet important pôle logistique. Le 6 juin 2013, le projet du prolongement de la ligne 13 du métro est envisagé jusqu'à Argenteuil et devrait être étudié en 2016.
Ce projet n'est toutefois pas inscrit au Schéma directeur de la région Île-de-France (SDRIF), adopté par le conseil régional d'Île-de-France le 18 octobre 2013 et approuvé par décret le 27 décembre 2013.

#### Prolongement au nord de la branche Saint-Denis
Un prolongement de la ligne jusqu'à Stains - La Cerisaie, gare du tram-train T11, était inscrit à la phase 2 (horizon 2013-2020) du projet de Schéma directeur de la région Île-de-France (SDRIF), adopté par délibération du Conseil régional d'Île-de-France le 25 septembre 2008. Mais ce projet de SDRIF n'a jamais été rendu exécutoire. Le SDRIF, adopté par le conseil régional d'Île-de-France le 18 octobre 2013 et approuvé par décret le 27 décembre 2013, ne reprend pas ce projet.
|  |   |  | Station                  | Communes desservies | Correspondances |
|  | - |  | ------------------------ | ------------------- | --------------- |
|  | o |  | Saint-Denis - Université | Saint-Denis         | (à distance)    |
|  | o |  | Stains - Le Globe        | Stains              |                 |
|  | o |  | Stains - La Cerisaie     | Stains              | (T) · (11)      |

### Ligne 14
En 2013, la ville de Morangis et le conseil général de l'Essonne militent pour un ultime prolongement à Morangis, au-delà de la station Aéroport d'Orly, pour tirer parti du site de maintenance et de remisage de la ligne 14 qui sera aménagé sur le territoire de cette commune.
Lors de la réunion du comité de pilotage de la station de l'aéroport d'Orly du 3 mai 2016, la société du Grand Paris annonce que pour ne pas hypothéquer l'avenir, des mesures conservatoires vont être prises à Morangis afin de créer une station supplémentaire au-delà de 2024.

## Mise en accessibilité PMR du Réseau
Le 6 août 2024, Valérie Pécresse, présidente de la région Île-de-France et de Île-de-France Mobilités, annonce lors d'une conférence de presse sur les transports pendant les Jeux Olympiques et Paralympiques son ambition de mettre en accessibilité la quasi totalité des gare de métro de Paris via le plan "Un Métro pour Tous". En effet, si aujourd'hui 100% du réseau de bus et de tram est accessible, et le réseau RER et Transilien voit ses gares de banlieues en cours d'accessibilité, le métro et RER intra-muros restent — pour des contraintes d'urbanisme évidente — sans presque aucune accessibilité à l'exception des stations de la 14 et de certaines gares.
Pour ce faire, elle estime qu'il faudra au moins 20 ans et entre 15 et 20 milliards d'euros. Sa proposition de financement étant trois parts également réparties entre la région, l'état, et la ville de Paris. 
Néanmoins, malgré la volonté affichée elle annonce d'ores et déjà l'infaisabilité de 100% de stations accessibles dû aux contraintes urbanistiques de Paris.